# North Division
Scotia NHL North Division, franska: Division Nord, var en av fyra divisioner som utgjorde den nordamerikanska ishockeyligan National Hockey League (NHL) under säsongen 2020–2021 på grund av coronaviruspandemin 2019–2021. Denna division bestod endast av de kanadensiska lagen i NHL i och med att den amerikansk-kanadensiska gränsen var stängd och att Kanada inte tillät inträde av NHL:s lag som är baserade i USA. Lagen spelade 56 grundspelsmatcher vardera (mellan nio och tio möten mot varandra) samt två slutspelsrundor inom divisionen.
Det var första gången sedan säsongen 1923–1924 att de kanadensiska lagen spelade endast mot varandra, det var efter den säsongen som ishockeyligan expanderade till USA när Boston Bruins anslöt sig.

## Lagen
De lag som spelade i divisionen under säsongen 2020–2021.
| Lagnamn             | Stad och provins            | Arena och publikkapacitet      | Tidigare division | Stanley Cup-vinst(er) | General manager    | Tränare            |
| ------------------- | --------------------------- | ------------------------------ | ----------------- | --------------------- | ------------------ | ------------------ |
| Calgary Flames      | Calgary, Alberta            | Scotiabank Saddledome (19 289) | Pacific Division  | 1                     | Brad Treliving     | Darryl Sutter      |
| Edmonton Oilers     | Edmonton, Alberta           | Rogers Place (18 641)          | Pacific Division  | 5                     | Ken Holland        | Dave Tippett       |
| Montreal Canadiens  | Montréal, Québec            | Centre Bell (21 273)           | Atlantic Division | 24                    | Marc Bergevin      | Dominique Ducharme |
| Ottawa Senators     | Ottawa, Ontario             | Canadian Tire Centre (18 652)  | Atlantic Division | 0                     | Pierre Dorion      | D.J. Smith         |
| Toronto Maple Leafs | Toronto, Ontario            | Scotiabank Arena (18 800)      | Atlantic Division | 13                    | Kyle Dubas         | Sheldon Keefe      |
| Vancouver Canucks   | Vancouver, British Columbia | Rogers Arena (18 910)          | Pacific Division  | 0                     | Jim Benning        | Travis Green       |
| Winnipeg Jets       | Winnipeg, Manitoba          | Bell MTS Place (15 321)        | Central Division  | 0                     | Kevin Cheveldayoff | Paul Maurice       |

## Historik

### Tidigare lag
De lag som har spelat i North Division.
| Lag                 | Tidsperiod |
| ------------------- | ---------- |
| Calgary Flames      | 2020–2021  |
| Edmonton Oilers     | 2020–2021  |
| Montreal Canadiens  | 2020–2021  |
| Ottawa Senators     | 2020–2021  |
| Toronto Maple Leafs | 2020–2021  |
| Vancouver Canucks   | 2020–2021  |
| Winnipeg Jets       | 2020–2021  |

### Divisionsmästare
De lag som vann divisionen för varje spelad säsong.
| Säsong    | Vinnare             | Antal |
| --------- | ------------------- | ----- |
| 2020–2021 | Toronto Maple Leafs | 1     |